# Anisomysis ryukyuensis
Anisomysis ryukyuensis är en kräftdjursart som beskrevs av Murano 1990. Anisomysis ryukyuensis ingår i släktet Anisomysis och familjen Mysidae. Inga underarter finns listade i Catalogue of Life.